# Friedrich Halstenberg

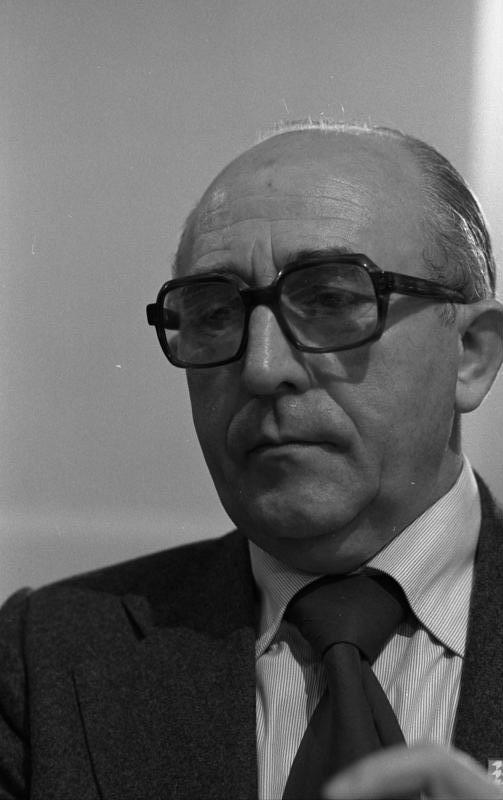

Friedrich Halstenberg (12 de junho de 1920 - Colônia, 3 de novembro de 2010) foi um advogado, professor universitário e político alemão.